# Augusta Luise

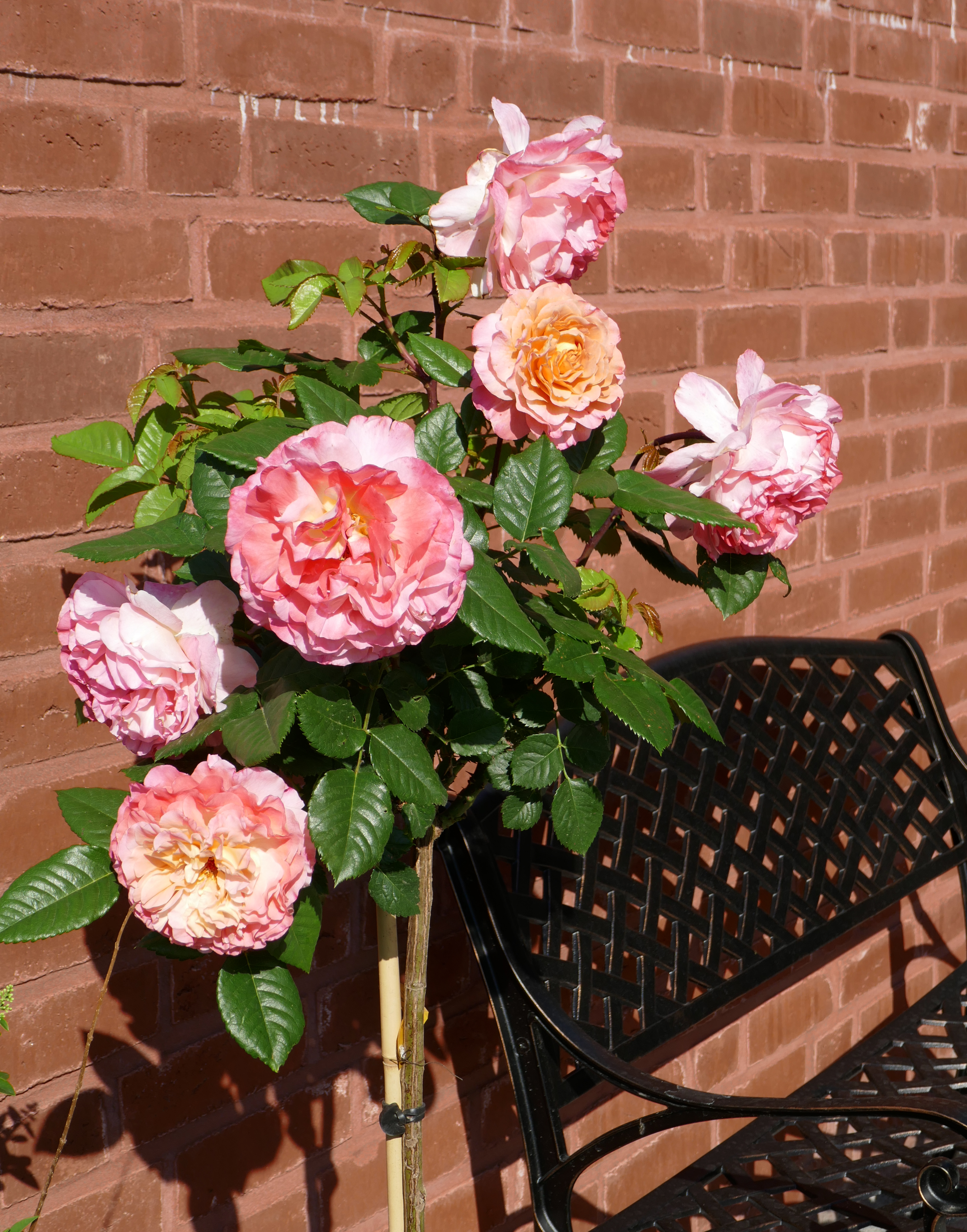
Rose 'Augusta Luise'.

'Augusta Luise' est un cultivar de rosier obtenu par la Maison Tantau à Uetersen en Allemagne en 1999 en hommage au 250e anniversaire de la naissance de Goethe (1749-1832), et de la comtesse Augusta-Louise de Stolberg-Stolberg (1753-1835) qui fut l'une de ses correspondantes célèbres. Celle-ci a demeuré dans l'ancienne abbaye cistercienne d'Uetersen, devenue à son époque maison de dames de la noblesse.

## Description
Cette rose hybride de thé parfumée de couleur champagne-rosé est issue de 'Foxtrot' et de 'Rachel' et fleurit de juin à septembre. Ses fleurs ayant jusqu'à quarante pétales et à grande tige peuvent atteindre 12 cm de diamètre et le rosier 1 m de hauteur. Son feuillage est vert foncé. 'Augusta Luise' résiste au froid jusqu'à -17°. Elle est parfaite pour des fleurs coupées et des parterres.

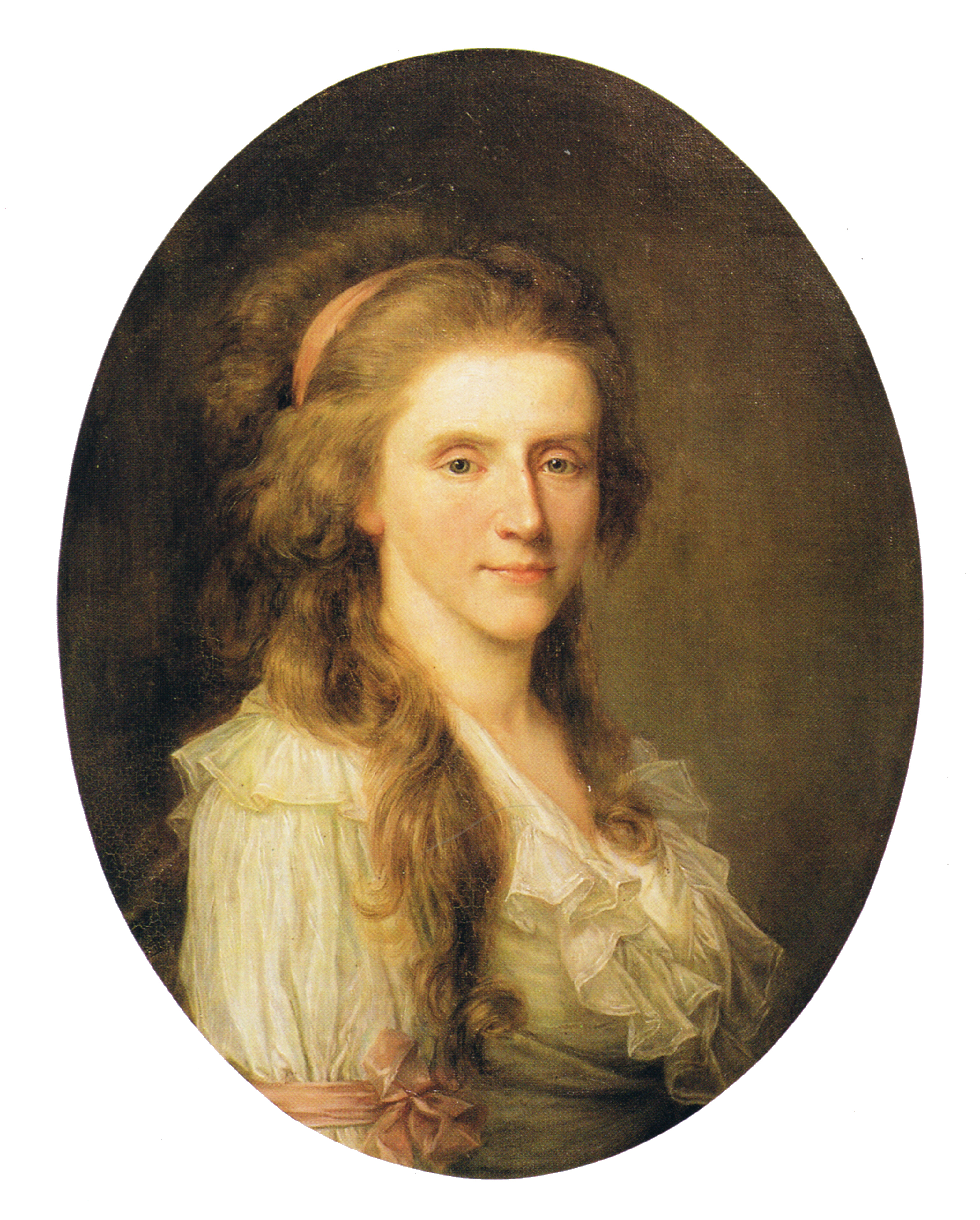
Portrait de la comtesse Augusta-Louise de Stolberg-Stolberg